# Skowhegan
La ville de Skowhegan (en anglais [skaʊˈhiːɡən]) est le siège du comté de Somerset, situé dans l’État du Maine, aux États-Unis. La ville comptait 8 589 habitants lors du recensement de 2010. Chaque été, au mois d'août, la ville accueille la plus ancienne foire des États-Unis, la Skowhegan State Fair.

## Économie
La foire agricole de l'État du Maine se tient historiquement à Skowhegan. Elle a été organisée pour la première fois en 1819, alors que le Maine faisait encore partie du Massachusetts. Son objectif principal était et reste encore l'amélioration des races équines et bovines. Les champs de foire ont été acquis en 1856 et se sont agrandis au fil du temps. La dernière acquisition foncière date de 2005 pour l'extension du parc des expositions. Les exposants viennent en effet de plus d'une centaine de localités du Maine et de nombreux États de l'Union. Des artistes populaires se produisent lors de la foire depuis 1997. En 1999, un incendie criminel a ravagé la tribune et la Salle de la Constitution qui ont cependant été reconstruits la même année grâce à une collecte de fonds. En 2003, une aire de camping a été aménagée, pouvant accueillir 200 campeurs. Très fréquentée, la foire, qui se tient en août, se déroule désormais sur 10 jours.

## Personnalités liées à Skowhegan
- Margaret Chase Smith (1897-1995), femme politique, y est née et y est morte.

## Source
- (en) Cet article est partiellement ou en totalité issu de l’article de Wikipédia en anglais intitulé « Skowhegan, Maine » (voir la liste des auteurs).

1. ↑  (en-US) « Fair History – Skowhegan State Fair » (consulté le 16 août 2022)